# Ная аль-Саклабі
Ная аль-Саклабі (араб. نجاء الصقلبي; д/н — 1042) — емір-узурпатор Малазької тайфи в 1042 — 1943 роках.

## Життєпис
Походив зі слов'янської рабської гвардії, про що свідчить його ім'я. Був вірним військовиком та сановником за правління Ях'ї I. Після смерті останнього 1035 року разом з Ібн Бокнахом сприяв сходженню на трон його брата померлого — Ідріса.
1039 року призначається опікуном Гасана, небожа еміра Ідріса I. Після смерті еміра новий правитель Ях'я II затвердив Гасана валі (намісником) Сеути та Танжеру. Ная аль-Саклабі не отримав посади великого візира, на яку розраховував. Тому підбурив Гасана підняти повстання проти Ях'ї II, якого 1040 року було повалено.
Новий малазький емір Гасан аль-Мустансир призначив Ная валі Сеути і Танжеру. 1042 року після вбивства еміра внаслідок змови аль-Саклабі висадився в Малазі, схопив та стратив змовників, а сам захопив владу.
Відтак здійснив похід проти Мухаммада ібн аль-Касіма, еміра Альхесірасу, намагаючись захопити його тайфу, проте зазнав поразки. На зворотному шляху Ная аль-Саклабі було вбито невдоволеними берберськими вояками. Трон перейшов до Ідріса II.